# Wilhelm Otto Ullmann
Wilhelm Otto Ullmann (auch: W. Otto Ullmann, * 12. Juni 1887 in Rähnitz bei Dresden; † nach 1959) war ein deutscher Pädagoge und Schriftsteller.

## Leben
Wilhelm Otto Ullmann war der Sohn eines Lehrers. Ullmann absolvierte ein Lehrerseminar und war danach als Volksschullehrer und -rektor in Dresden tätig. Von 1914 bis 1917 war er Soldat im Ersten Weltkrieg. 1918 wurde er für ein Jahr Mitglied der DDP. Seit 1921 arbeitete Ullmann als Schulleiter. Im Jahr 1933 wurde er Mitglied der NSDAP.
1959 verließ er die DDR und übersiedelte nach Westdeutschland.
Wilhelm Otto Ullmann verfasste neben seiner pädagogischen Tätigkeit seit 1919  Romane, Kinder- und Jugendbücher sowie Stücke für das Schultheater. Ein großer Teil seiner während des Dritten Reiches entstandenen Werke hat ausgesprochen systemkonformen Charakter und stand nach 1945 in der Sowjetzone und der frühen DDR auf der „Liste der auszusondernden Literatur“.

## Werke
- Großstadtjunge, Dresden 1919
- Erzähl mir was vom Osterhas!, Kamenz i.S. (zusammen mit R. Steinert)
- Mein liebes Bilderbuch, Kamenz 1920 (zusammen mit Martin Neumann)
- Eine Schulentlassungs-Feier, Meißen 1925
- Freund und Helfer, Dresden 1926
- Guck an! Denke dran!, Dresden 1926
- Neue Texte zur Schulentlassung, Leipzig 1926
- Die Osteraufnahme – ein Fest!, Leipzig 1926
- Die Verfassungsfeier in der Volksschule, Leipzig 1926
- Armin Krafts Reise mit dem Raben Muck, Berlin 1927
- Lisa Lehmanns Liebeslenz, Leipzig 1928
- Thea hat Geburtstag, Leipzig 1929
- Kasperle, Dresden
  - 1 (1930)
  - 2 (1931)
- Schneewittchen in 7 Szenen, Leipzig 1931
- Denk gern zurück!, Leipzig 1932
- Mit Frohsinn und Sonnenschein, Leipzig 1932
- Singsang für kleine Leute, Dresden 1932
- Deutsches Besinnen, Dresden 1933
- Eia Winter! Eia Weihnacht!, Berlin 1935
- Guckkästlein 1933, Leipzig 1933
- Luftschutz ist not!, Leipzig 1933
- Wir sind ein Volk im Marsch!, Leipzig 1935
- Kinderwünsche zum neuen Jahr, Dresden 1936
- Heinzelmännchen, Leipzig 1937
- Mutter hat's gut!, Leipzig 1937
- Die Schulzwerge, Leipzig 1937
- Für unsere Kleinen in der Kinderschar, Leipzig 1938
- Kasperle ist wieder da, Reichenau [u. a.] 1938 (zusammen mit Marianne Schneegans)
- Der Weg zur Weihnacht, Leipzig 1938
- Liliput oder Im Kinderland, Freiberg 1940
- Herz im Tag, Berlin 1941
- Der Puppendoktor, Dresden 1948
- Willfried im Walde, Weimar 1951
- Die Faulen, Berlin 1952
- Großvater erzählt ... keine Märchen, Weimar 1954
- Der Sterngückler von Pruhls, Weimar 1955
- Abenteuerlicher Weg zur Musik, Weimar 1956
- Helga und die Puppenkinder, Dresden-Laubegast 1958 (zusammen mit Hanna Roth-Schaberschul)

### Herausgeberschaft
- Aus der Dresdner Heimat, Dresden-Blasewitz 1923